# Провиденсьялес
Провиденсьялес — остров архипелага Теркс и Кайкос, часть одноименного государства в составе Британских заморских территорий. Занимает третье место по площади (98 км²) среди островов архипелага, и первое по количеству населения (23769 человек). Характерен равнинный, местами заболоченный, ландшафт. Обширные территории заняты мангровыми зарослями. Несмотря на количество населения, на острове отсутствуют обособленные муниципальные образования. Примечательно, что до 1964 года на острове не имелось какой-либо инфраструктуры, включая дороги, транспорт, связь и электричество. Развитие островной инфраструктуры началось в 1984 году, после открытия первых отелей и казино. Был построен международный аэропорт, осуществляющий рейсы в Великобританию, США, Канаду, а также на другие острова Карибского бассейна. На сегодняшний день, большая часть населения занята в сфере туризма. Согласно информации туристического сайта TripAdvisor, пляжи Провиденсьялеса признавались лучшими в мире на протяжении нескольких лет. Наиболее известными являются пляжи Грейс-Бэй (англ. Grace Bay Beach), Ливорд (англ. Leeward Beach), Тертл-Ков (англ. Turtle Cove Beach), Лонг-Бэй (англ. Long Bay Beach).

## Галерея

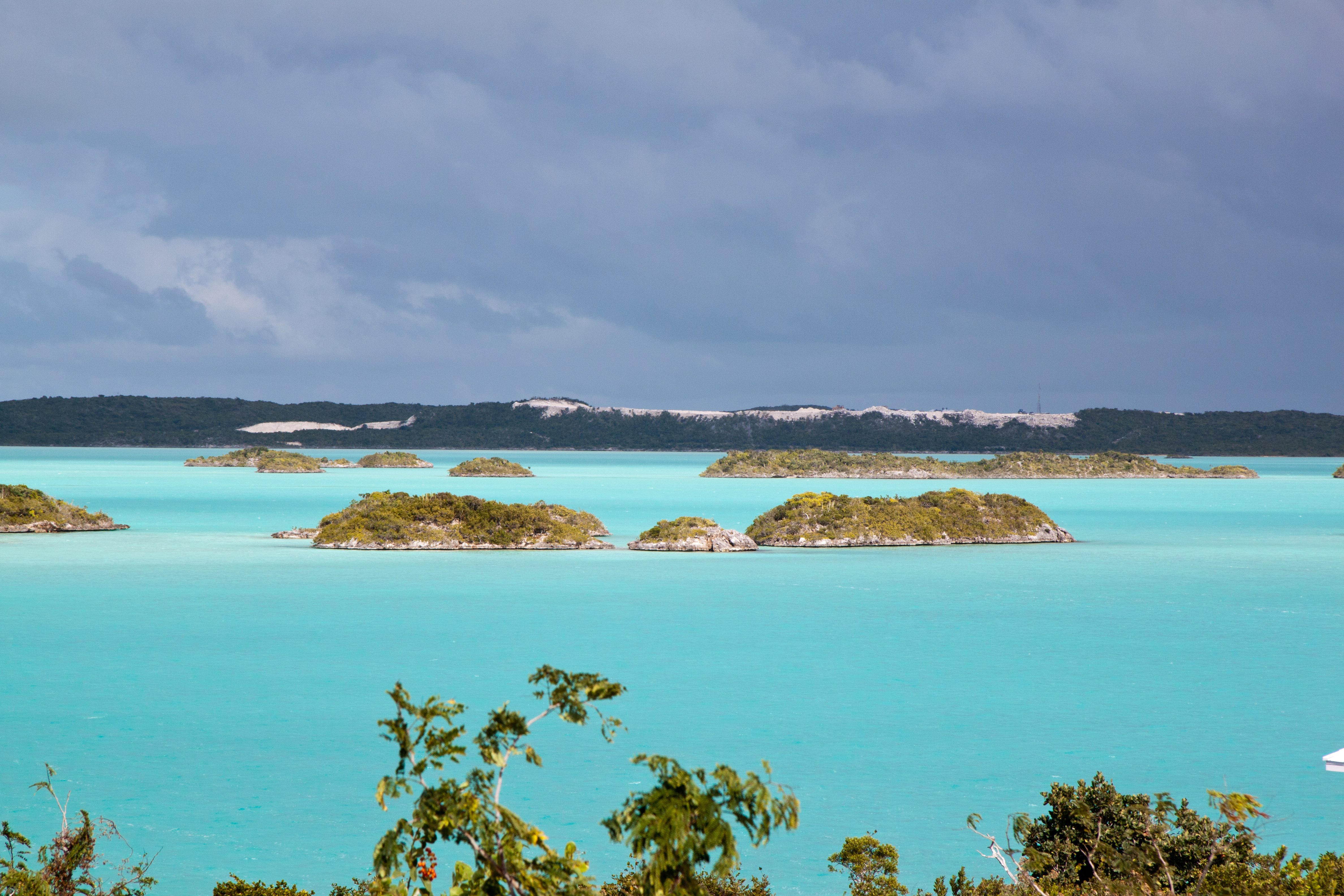
Национальный парк Chalk Sound
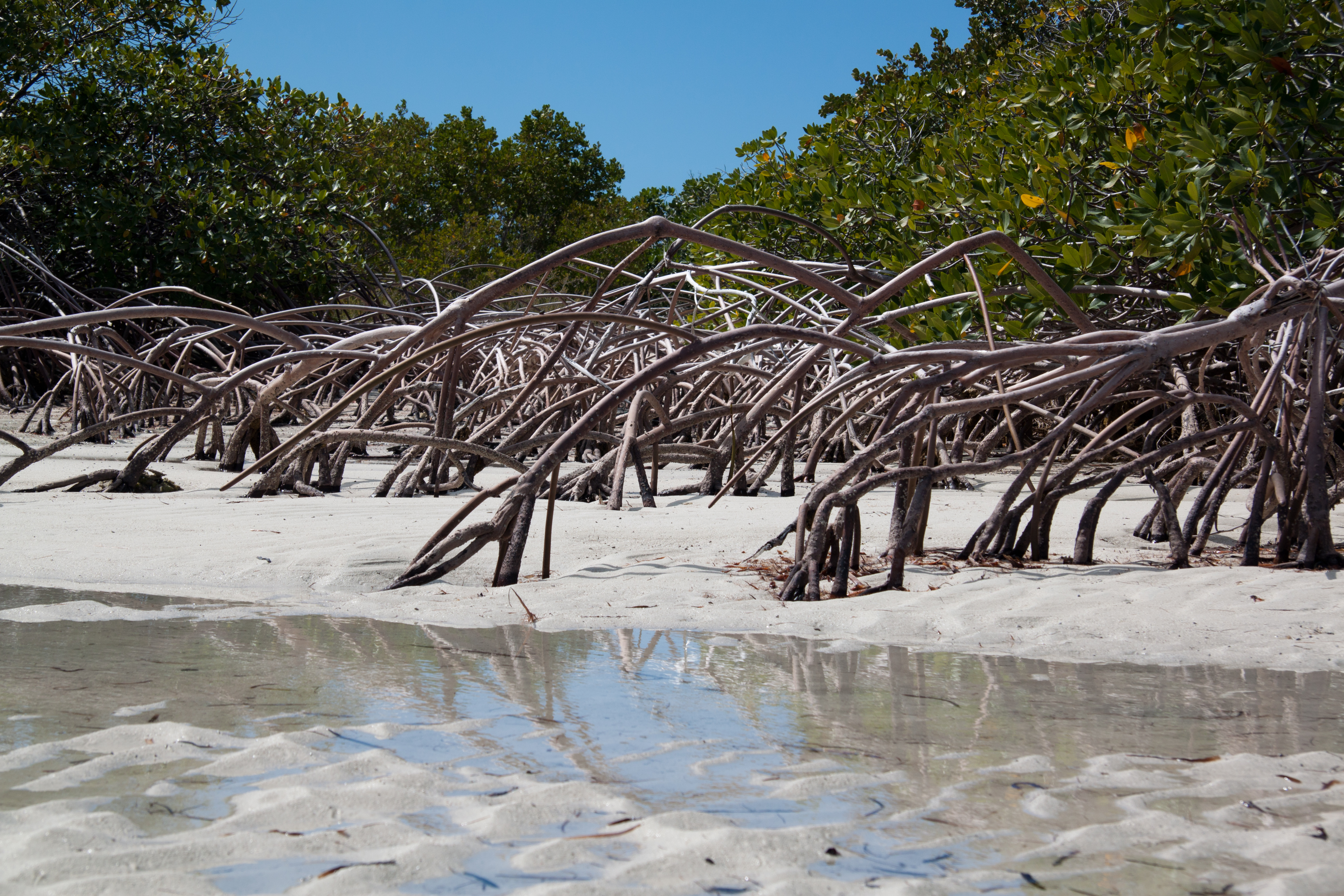
Мангровые заросли
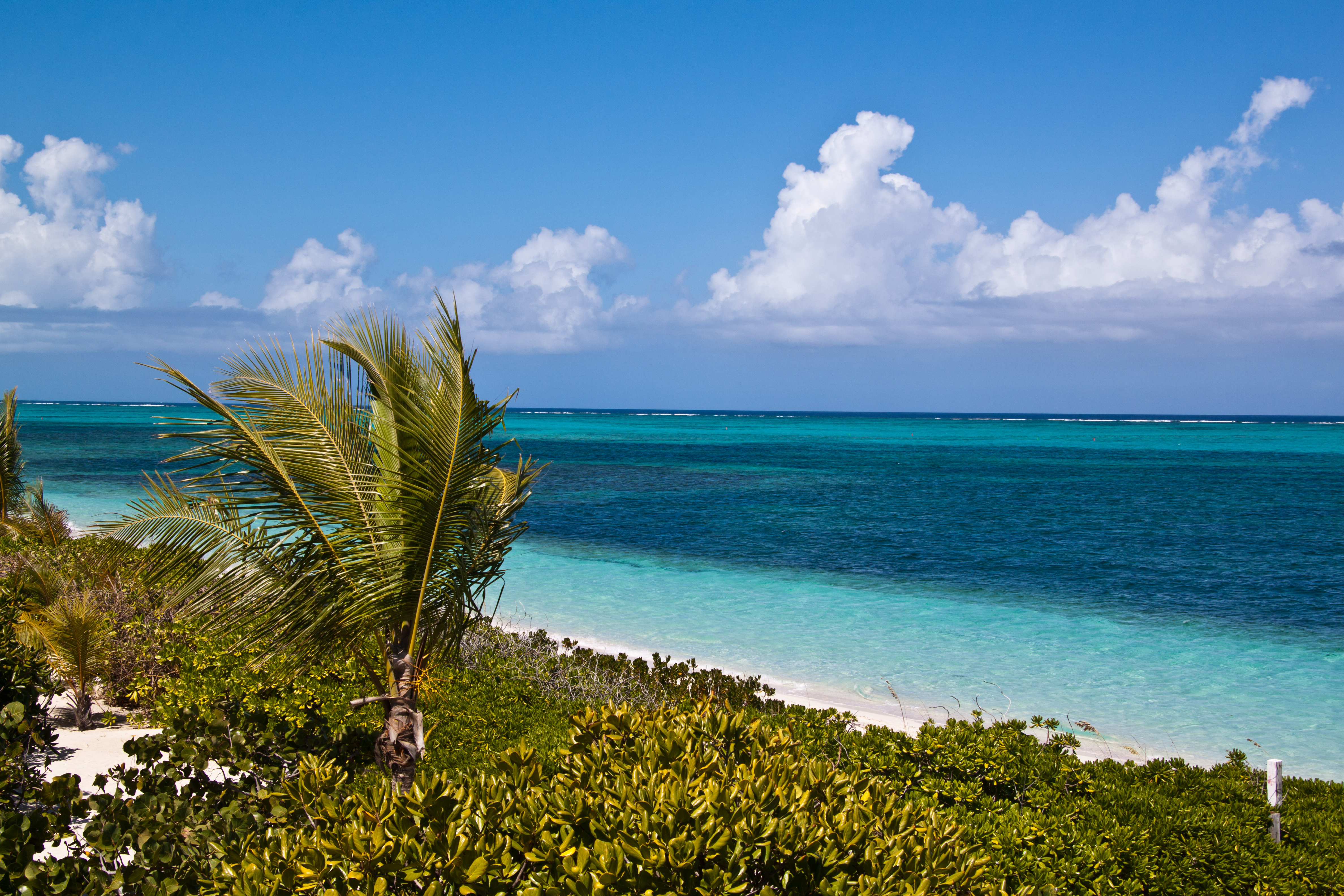
Пляж Turtle Cove
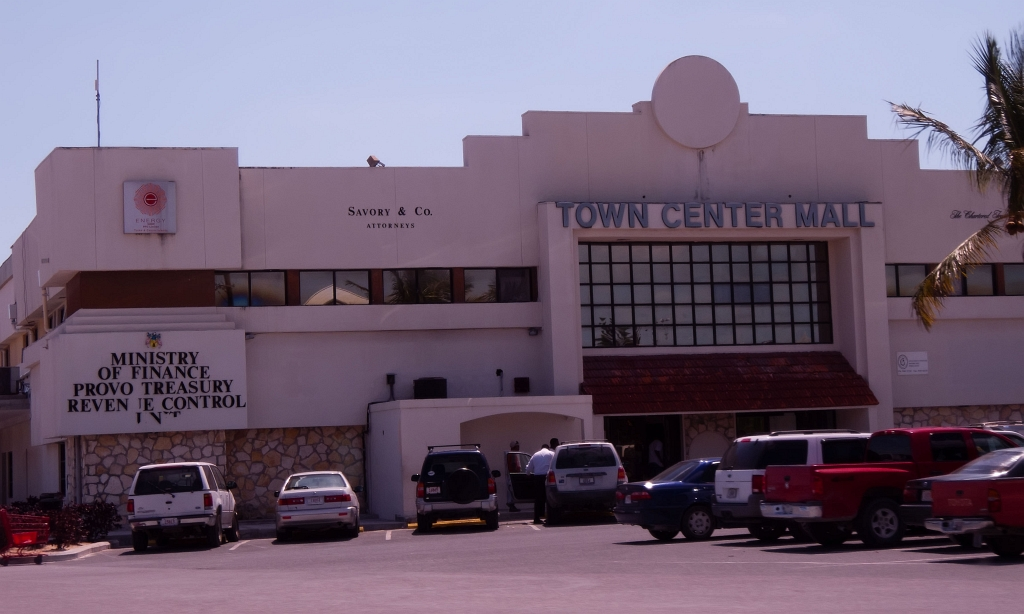
Торговый центр
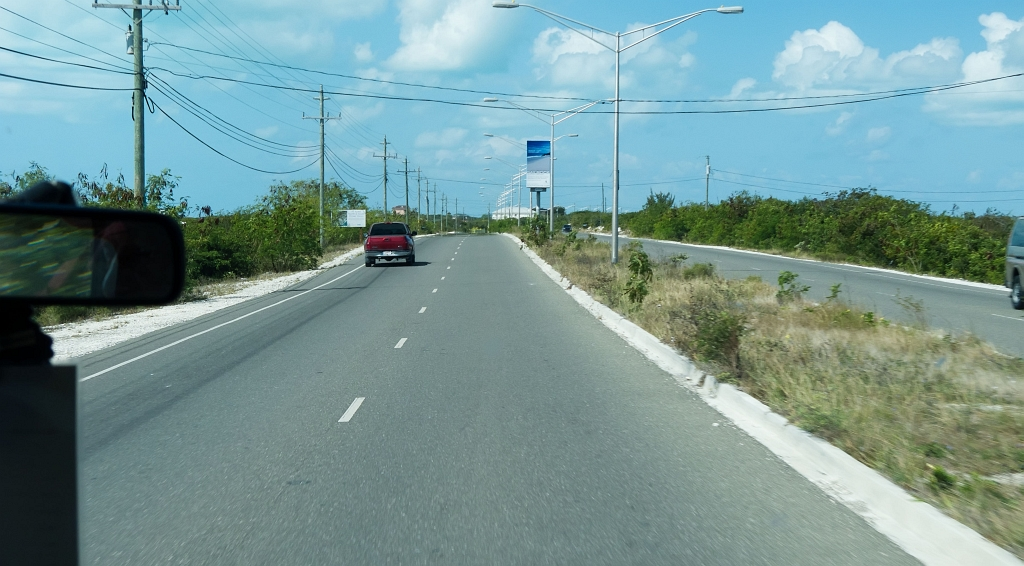
Скоростное шоссе
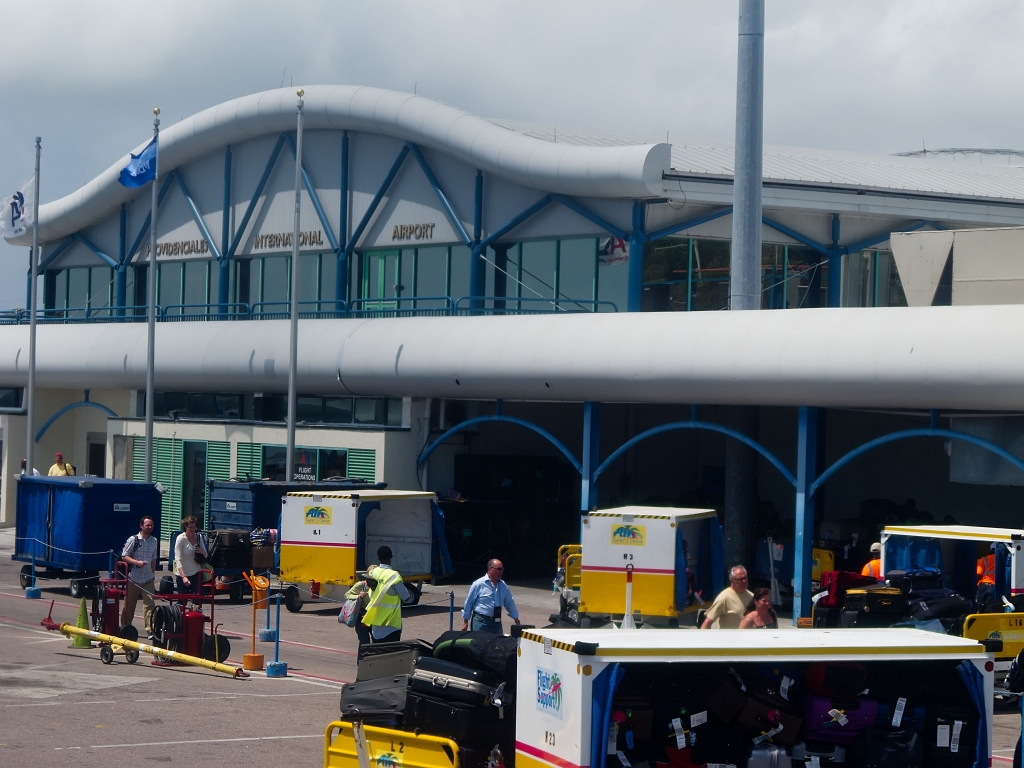
Международный аэропорт